# Solpugema junodi
Espèce
Synonymes
- Solpuga junodi Purcell, 1903

Solpugema junodi est une espèce de solifuges de la famille des Solpugidae.

## Distribution
Cette espèce est endémique d'Afrique du Sud.

## Description
Le mâle mesure 26 mm et la femelle 27 mm.

## Étymologie
Cette espèce est nommée en l'honneur de Henry A. Junod.

## Publication originale
- Purcell, 1903 :  On the scorpions, Solifugae and a trap-door spider collected by the Rev. Henry A. Junod at Shilauvane, near Leydsdorp, in the Transvaal. Novitates Zoologicae, vol. 10, p. 303-306 (texte intégral).